# صحة بلا حدود
صحة بلا حدود (بالإنجليزية: Health Poverty Action)‏ هي منظمة بريطانية غير حكومية تأسست في عام 1984، والتي تهدف إلى وصول القطاع الصحي للمجتمعات المهمشة في البلدان المطورة. فهي تعمل مع المجتمعات مقدمي الخدمات الصحية في المناطق النائية بعد الحروب وتنفيذ مشاريع طويلة الأجل تستهدف النساء والأطفال. فهذه المنظمة تحدد أولويات المشاريع وتركز علي مجتمعات السكان الأصليين والمجتمعات المتضررة من الحروب تهدف هذه المنظمة إلى إيجاد حلول مستدامة للأشخاص الذين يعانون من حالة صحية سيئة من الحرب والفقر أو الهمشين من الرعاية الاسباب الأخرى.

## التاريخ
تأسست في عام 1984. وكان أول البرنامج لها في جنوب افغانستان، عندما قدموا الرعاية والمساعدة للمجتمعات في أفغانستان خلال عام 1980 وأوائل عام 1990 . وقد ساعدوا أيضا في مجتمعات كارين وكاتشين وواه في تلال بورما لأكثر من 15 سنة.

## النهج
يهدف عمل الصحة بلا محدودة إلى مجتمعات الاخرين المنسية. فهم يهدفون إلى تحسين الخدمات الصحية وبرامج التحصين. لكن انظر بصورة أكبر والمناطق المستهدفة مثل التغذية والوصول للماء والصرف الصحي وتوليد الدخل. فهذه الفكرة هي ان تعطي هؤلاء الناس ما يحتاجونه من دعم للاكتفاء الذاتي بدلاً من الاستسلام للحلول الصحية. تنبيهاً للسلطات المحلية للحاجة إلى خدمات صحيه أفضل فهو جزء كبير من عمل الصحة الغير محدودة. تجهيز المجتمعات المتضررة للتعبير عن مخاوفهم لسلطاتهم المحلية فهي جزء مهم. ومع ذلك فهم حمله للحكومات الدولية القيادية لقيادة الطريق في تقديم أفضل الخدمات الصحية للضحايا والمهمشين. في هذه النظرية ستساعد الجميع وليس فقط الاشخاص الذين يديرون البرامج.

## الحالي
تدعم الآن الصحة بلا محدودة برنامج في 12 عبر أفريقيا وآسيا وأمريكا اللاتينية. فقد أنشئوا علاقات مع العديد من الشعوب الاصلية والأقليات العرقية مثل: 
- سان في ناميبيا 
- مايا كاتشين في فغواتيمالا في اعقاب الحرب الاهلية 
- الك يشوا في بيرو 
- بونج وجاراي وكبيونج وتابونين في كمبوديا 
- تالينغ وتابونين واوي في جنوب جمهورية لاو الديموقراطية الشعبية